# Dániel Mészáros (nuotatore 2004)
Dániel Mészáros (Budapest, 27 settembre 2004) è un nuotatore ungherese, specializzato nello stile libero.

## Biografia
Agli europei di Roma 2022 ha vinto la medaglia d'oro nella staffetta 4x200 m stile libero, assieme a Nándor Németh, Richárd Márton, Balázs Holló e Kristóf Milák, senza scendere in acqua in finale.

## Palmarès
| Anno | Manifestazione     | Sede | Evento           | Risultato | Prestazione | Note  |
| ---- | ------------------ | ---- | ---------------- | --------- | ----------- | ----- |
| 2021 | Europei giovanili  | Roma | 4x100 m sl mista | Bronzo    | 3'31"85     |       |
| 2022 | Europei            | Roma | 4x200 m sl       | Oro       | 7'05"38     | [ 2 ] |
| 2022 | Mondiali giovanili | Lima | 200 m sl         | Argento   | 1'48"98     |       |
| 2022 | Mondiali giovanili | Lima | 4x200 m sl       | Argento   | 7'17"55     |       |
| 2022 | Mondiali giovanili | Lima | 4x100 m sl mista | Oro       | 3'30"03     |       |